# SPECQUE
SPECQUE (skrót od Simulation du Parlement Européen Canada-Quebec-Europe) jest międzynarodową, francuskojęzyczną symulacją obrad Parlamentu Europejskiego, powstałą w celu lepszego zrozumienia zasad funkcjonowania instytucji europejskich oraz kwestii dotyczących Unii Europejskiej.  Założony w 1998 roku, w Uniwersytecie Laval (Quebec) SPECQUE jest największą i najbardziej prestiżową symulacją tego typu. Podczas jednego tygodnia studenci z Kanady i Europy odtwarzają obrady Parlamentu Europejskiego. Wydarzenie organizowane jest przez stowarzyszenie non-profit- SPECQUE i finansowane dzięki opłatom wpisowym uczestników, dotacjom rządowym oraz prywatnym sponsorom. 

## Zasady funkcjonowania
Wśród różnych ról politycznych, w które wcielają się uczestnicy są: Członkowie Komisji Europejskiej, Prezydent Parlamentu Europejskiego, Przewodniczący grup politycznych, "rapporteurs" oraz Eurodeputowani. Wszyscy mają za zadanie brać udział w debatach dotyczących realnych kwestii Europejskich takich jak: bezpieczeństwo, gospodarka, handel zagraniczny, prawa obywateli, sprawy społeczne, zdrowie i wiele innych. W celu udokumentowania wydarzenia wybierani są również dziennikarze.
W czasie trwania każdej edycji cztery wybrane tematy przechodzą procedurę legislacyjną składającą się z sesji plenarnych oraz z pracy w komisjach parlamentarnych. Podczas ostatniej sesji plenarnej wynegocjowane zmiany są przedstawiane na końcowym głosowaniu. Również wtedy głosowane są ewentualne inicjatywy uchwał proponowane przez eurodeputowanych.
Zasady funkcjonowania SPECQUE-u bazują na realnych zasadach funkcjonowania Parlamentu Europejskiego. To umożliwia uczestnikom poznanie procesu podejmowania decyzji demokracji europejskiej oraz polityki kulturalnej. Udział w SPECQUE-u jest okazją do zapoznania się z różnymi ideologiami panującymi w świecie polityki, niemniej jednak SPECQUE nie narzuca eurodeputowanym żadnej z nich. Symulacja ma na celu zachęcenie uczestników do bronienia własnych opinii, nawet jeśli są sprzeczne z opiniami grupy, do której należą.